# Tôm hùm đất
Tôm hùm đất là các loài giáp xác nước ngọt thuộc phân thứ bộ Astacidea (trong đó bao gồm cả tôm hùm). Về phân loại học, chúng là thành viên của siêu họ Astacoidea và Parastacoidea. Chúng có xuất xứ từ Bắc Mỹ và có tới 500 loài khác nhau. Có loài, con lớn nhất chỉ bằng ngón tay, nhưng cũng có loài dài gần 1 mét, nặng đến 5 kg. Vì có nhiều giống loài nên chúng cũng có nhiều tên gọi khác nhau và tên chung của loài này là crayfish. Trong tiếng Việt, tên gọi tôm hùm đất chủ yếu dùng để chỉ về loài tôm hùm nước ngọt (Procambarus clarkii) một loài được du nhập vào Việt Nam từ Mỹ thông qua thương lái Trung Quốc.

## Tên gọi
Tên của loài tôm hùm đất này xuất phát từ tiếng Pháp cổ: escreviss và được biết với tên tiếng Anh là crawfish, tôm hùm đất còn được gọi là các loại tôm crawdads, tôm hùm nước ngọt, hoặc mudbugs. Một số loại tôm hùm đất được biết đến tại địa phương như tôm hùm, mudbugs, và yabbies. Tại miền Đông Hoa Kỳ, tên gọi tôm hùm đất phổ biến hơn ở miền Bắc, trong khi "crawdad" được nghe nhiều hơn trong khu vực trung tâm và phía tây nam Hoa Kỳ. Các nghiên cứu về tôm hùm đất được gọi là astacology. Trong tiếng Việt, tôm hùm đất đất hay còn gọi là tôm càng, hay tôm rồng, Việt kiều ở Mỹ thường gọi chung loài crayfish là tôm rồng hoặc tôm hùm đất.
Tại Úc (trên bờ biển phía đông), New Zealand và Nam Phi, tôm hùm đất hoặc Cray thường dùng để chỉ một con tôm hùm gai nước mặn, là chi bản địa ở miền nam Châu Đại Dương, trong khi các loài cá nước ngọt thường gọi là yabby hoặc Koura, từ những cái tên bản địa Úc và Maori cho các động vật tương ứng, hoặc bằng tên khác cụ thể cho từng loài. Tại Singapore, tôm hùm đất hạn thường dùng để chỉ Thenus orientalis, một loài giáp xác nước biển từ họ tôm hùm dép. Tôm hùm đất không có nguồn gốc từ Singapore, nhưng thường được tìm thấy như là vật nuôi, hoặc như là một loài xâm lấn (Cherax quadricarinatus) và cách gọi khác như tôm hùm nước ngọt.

## Đặc điểm
Chúng thở qua mang lông, và được tìm thấy trong các vùng nước không đóng băng. Chủ yếu là chúng được tìm thấy trong khe suối, nơi có những dòng nước ngọt chảy qua và có nơi trú để ẩn chống lại kẻ thù. Hầu hết tôm hùm đất không thể chịu đựng nước bị ô nhiễm, mặc dù một số loài như Procambarus clarkii có khả năng thích nghi tốt và là kẻ xâm lấn dữ dội.
Tôm hùm đất là loại ăn tạp, chúng ăn cả động vật sống lẫn động vật chết và cả thực vật. Được tạo thành từ hai mươi phân đoạn cơ thể nhóm lại thành hai bộ phận cơ thể chính, đầu ngực và bụng. Mỗi đoạn có thể có một đôi phần phụ, ở mức trung bình tôm hùm đất có chiều dài tăng lên 17,5 cm (6,9 in) nhưng một số phát triển lớn hơn. Chúng được nuôi để lấy thịt.

## Phân loài

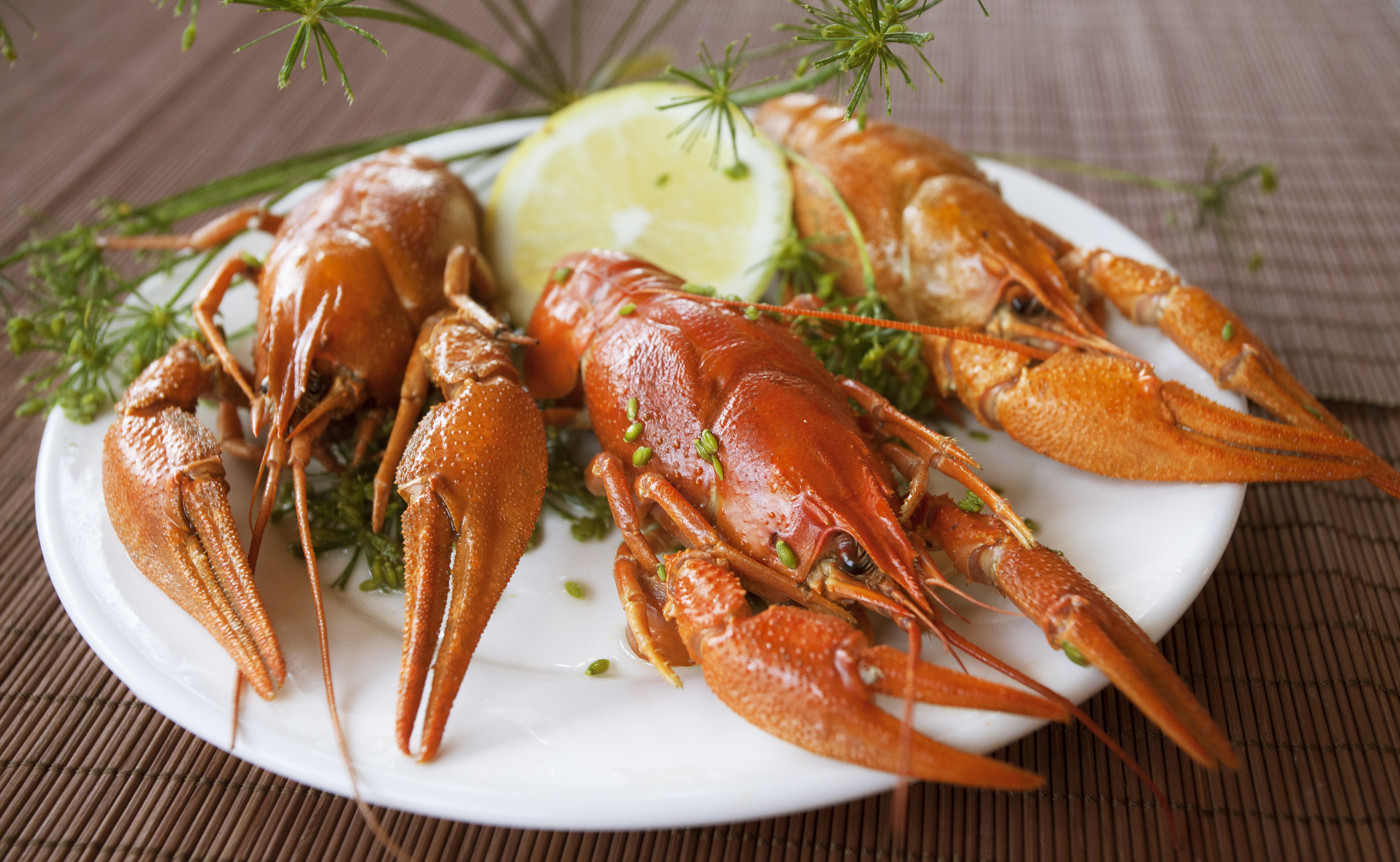
Tôm hùm đất trong ẩm thực

Có ba họ tôm hùm đất, hai ở Bắc bán cầu và một ở Nam bán cầu. Vùng Nam bán cầu với họ Parastacidae sống ở Nam Mỹ, Madagascar và châu Úc. Trong hai họ khác, các thành viên của chi Astacidae sống ở phía tây lục Á-Âu và phía tây Bắc Mỹ và các thành viên của họ Cambaridae sống ở Đông Á và Đông Bắc Mỹ. Madagascar có chi đặc hữu, Astacoides, gồm bảy loài, châu Âu là nơi có bảy loài tôm hùm đất trong chi Astacus và chi Austropotamobius. Cambaroides thì có nguồn gốc ở Nhật Bản và đại lục châu Á. Úc thì có hơn 100 loài trong hàng chục chi. Nhiều tôm hùm đất Úc nổi tiếng hơn là thuộc chi Cherax. Marron là một số tôm lớn nhất thế giới. Hai loài Paranephrops là loài đặc hữu của New Zealand, nơi chúng được biết đến với tên Maori là Koura
Sự đa dạng lớn nhất của loài tôm được tìm thấy ở đông nam Bắc Mỹ, với hơn 330 loài trong chín chi, tất cả trong họ Cambaridae. Một chi thêm được tìm thấy ở Tây Bắc Thái Bình Dương và đầu nguồn một số sông phía đông của trung tâm lục địa. Nhiều cá thể cũng được tìm thấy ở vùng đồng bằng nơi nước dồi dào calci, và oxy phụt lên từ suối ngầm. Tôm hùm đất đã được du nhập vào một vài hồ chứa Arizona và các chỗ khác ở thập kỷ trước, chủ yếu là để làm nguồn thức ăn cho các loài cá trong trò câu cá thể thao. Chúng đã phân tán rộng từ phạm vi ban đầu.

## Tác hại

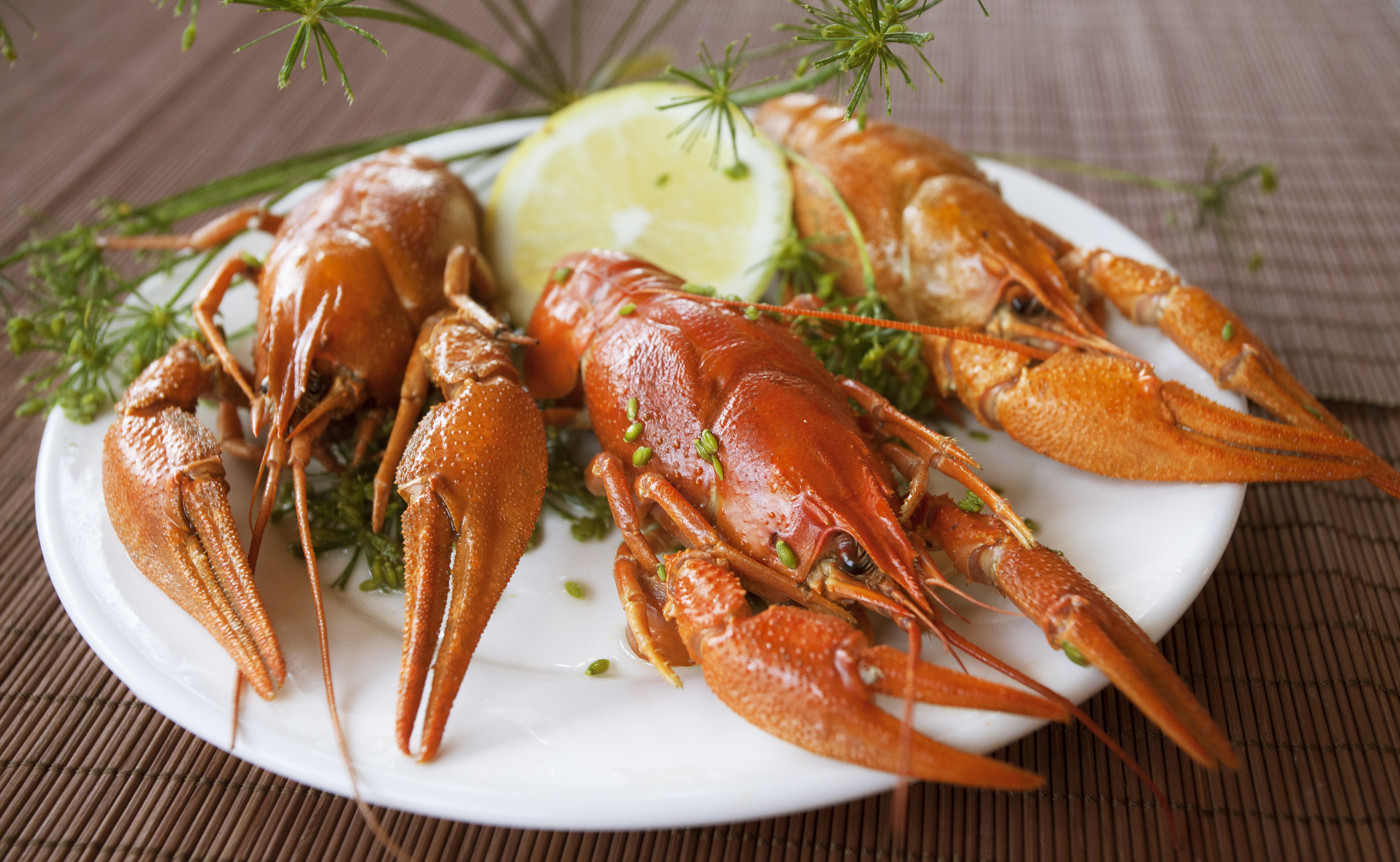
Tôm hùm đất trong ẩm thực

Tại Việt Nam và nhiều nước trên thế giới, tôm hùm đất được xác định là sinh vật ngoại lai xâm hại. Chúng ăn tất cả thủy sinh, khiến những loài tôm, cá đặc trưng có thể biến mất và gây hậu quả nặng nề cho ngành nông nghiệp.